# معركة زيورخ الثانية
مثّلت معركة زيورخ الثانية (25-26 سبتمبر 1799) انتصارًا رئيسيًا للجيش الجمهوري الفرنسي بالقرب من زيورخ في سويسرا تحت قيادة أندريه ماسينا على قوة عسكرية نمساوية وروسية بقيادة ألكسندر كورساكوف. كسرت تلك المعركة حالة الجمود الناجمة عن معركة زيورخ الأولى قبل ثلاثة شهور من ذلك التاريخ، وأدت إلى انسحاب روسيا من حرب التحالف الثاني. دارت معظم مُجريات المعارك على ضفتي نهر ليمات، وبلغت أطراف زيورخ وضمن المدينة نفسها.

## خلفية المعركة
بعد معركة زيورخ الأولى، عزز ماسينا خطوطه الدفاعية خلف الروافد الدُنيا لنهر آر. وكان جيشه آنذاك موجودًا بالكامل في سويسرا، وضمّ حوالي 77000 جنديًا متمركزين على النحو التالي:
- الفرقة الأولى (بقيادة ثارو) في أعالي كانتون فاليز وممر سيمبلون الجبلي.
- الفرقة الثانية (بقيادة ليكوربيه) في جبال سانت غوتهارد ووادي رويس.
- الفرقة الثالثة (بقيادة سول) تمركزت الميمنة بالقرب من منطقة غلاروس، وتمركز مركز الفرقة على الضفة اليسرى من نهر لينت، في حين تمركزت الميسرة بالقرب من أدليسفيل على نهر سيل.
- الفرقة الرابعة (بقيادة مورتييه) في جبل أويتليبرغ.
- الفرقة الخامسة (بقيادة لورغ) على الضفة اليسرى لنهر ليمات بين ألتشتيتن وبادن.
- الفرقة السادسة (بقيادة مينار) تموضعت في المنطقة الممتدة من بادن حتى التقاء نهر آر مع نهر الراين.
- مثّلت الفرقة السابعة (بقيادة كلاين) احتياطي الجيش، وتمركزت في وادي فريكتال.
- الفرقة الثامنة (شابرا) في بازل.

تبعًا للخطة الاستراتيجية الشاملة، كان من المفروض تعزيز الجيش النمساوي بقيادة الأرشيدوق تشارلز بـ25000 مقاتل ممن هم تحت إمرة كورساكوف الروسية، وكان أولئك من الواصلين حديثًا إلى شافهاوزن بعد مسيرة استغرقت تسعين يومًا.
في تلك الأثناء كان ماسينا يحضر لشنّ هجوم من ميمنة جيشه ضد المواقع النمساوية في جبال الألب. في 15 و16 أغسطس، طرد الجنرال كلاود ليكوربيه مع 12000 من مقاتليه قوات شتراوخ وزيمبشن من ممرات سانت غوتهارد وفوركا وأوبرالب الجبلية ضمن سلسلة هجمات عنيفة. في 14 أغسطس وبقصد تضليل قوات العدو، أدت القوات الفرنسية بقيادة سول مسيرًا عسكريًا عبر نهر سيل قريبًا من زيورخ.
في ليلة 16 و17 أغسطس، شن الأرشيدوق تشارلز بدعم من قوات كورساكوف هجومًا مفاجئًا فوق نهر آر في دوتنغن باستخدام القوارب والجسور العائمة، لكن مهندسيه أساؤوا تقدير قوة التيار المائي وعمق النهر، ولذلك لم يتمكنوا من تأمين الجسر العائم بقدر كافٍ، وفي نهاية المطاف أُلغي الهجوم بعد قتال شرس. ولم يشترك الأرشيدوق تشارلز مع كورساكوف في التخطيط لأي هجمات عسكرية مشتركة بعد ذلك. ووفقًا لخطط مجلس الحرب الإمبراطوري النمساوي الاستراتيجية تحت قيادة البارون توغوت، فقد صدرت الأوامر لتشارلز بنقل مقر قيادته الرئيسي شمالًا إلى جنوب ألمانيا. نفّذ تشارلز تلك التعليمات على مضض، وخلّف وراءه رتلًا من المقاتلين قوامه 29000 رجلًا تحت قيادة فريدريش فون هوتسه، وقيادة كورساكوف لدى السويسريين المنضوين في الخدمة النمساوية. تمثّلت الخطة المفروض تنفيذها بخصوص هاتين القيادتين في انتظار وصول الرتل العسكري الروسي بإمرة سوفوروف ليخترق الشمال من إيطاليا عبر ممرات جبال الألب بهدف حصار الجنرال ماسينا في تطويق من 3 جهات.

## الموقف الأولي
في 22 أغسطس، اتفق كورساكوف وهوتسه على أن يتموضع الروس بـ22000 مقاتل على طول الروافد الدنيا لنهر ليمات (آر)، وأن يشغل هوتسه مع 20000 مقاتل منطقة أوبيرزي أسفل بحيرة زيورخ على امتداد نهر لينت حتى غلاروس.
في 28 أغسطس، غادرت معظم قوات الأرشيدوق تشارلز سويسرا. ووصل كورساكوف نفسه إلى زيورخ في اليوم اللاحق، وسرعان ما أظهر ثقة زائدة وغير مبررة بقدرات قواته واستخفافًا بأعدائه من الفرنسيين وحلفائه النمساويين على حدّ سواء.